# Vaskó Kálmán
Vaskó Kálmán (Ószőny, 1872. november 23. – Budakeszi, 1932. augusztus 8.) magyar olimpikon, evezős.

## Pályafutásai
A Pannónia Evezős Klub evezős sportolójaként, majd a Hungária Evezős Egylet MTK egyesület tagjaként versenyzett.

### Olimpiai játékok
Az 1908. évi nyári olimpiai játékok kormányos nyolcevezős versenyszámban, Pannónia csapattársaival (Éder Róbert, Haraszthy Lajos, Hautzinger Sándor, dr. Kirchknopf Ferenc, Kleckner Sándor, Szebeny Antal, Várady Jenő, Wampetich Imre vezérevezős és Vaskó Kálmán kormányos) az 5. helyen végzett.
Az 1912. évi nyári olimpiai játékok kormányos nyolcevezős versenyszámban, a Hungária Evezős Egylet csapattársaival (Szebeny István vezér evezős, Baján Artúr, Manno Miltiades, Jeney István, Gráf Lajos, Szebeny Miklós, Szebeny György, Vaskó Kálmán kormányos) a 7. helyen végzett.